# Nicolas-Denis Derome

Nicolas-Denis Derome, dit Derome le Jeune (parfois orthographié Derôme), est un relieur français né le 1er octobre 1731 à Paris, actif de 1760 jusqu'à sa mort le 28 février 1790.
Il est le troisième fils de Jacques-Antoine Derome, reçu maître relieur le 15 juin 1718, et mort le 22 novembre 1760. Il est le représentant le plus célèbre de la famille de relieurs installée à Paris depuis le XVIIe siècle, inaugurée par Pierre Derome, compagnon relieur. Reçu maître le 31 mars 1761, il acquiert une grande notoriété grâce à ses décors « à la dentelle », auxquelles il intègre régulièrement un motif de fer « à oiseau » de sa création.
Son atelier situé rue Saint-Jacques fut repris par François-Paul Bradel, qui avait épousé sa nièce, Catherine-Jeanne Derome, unique héritière.

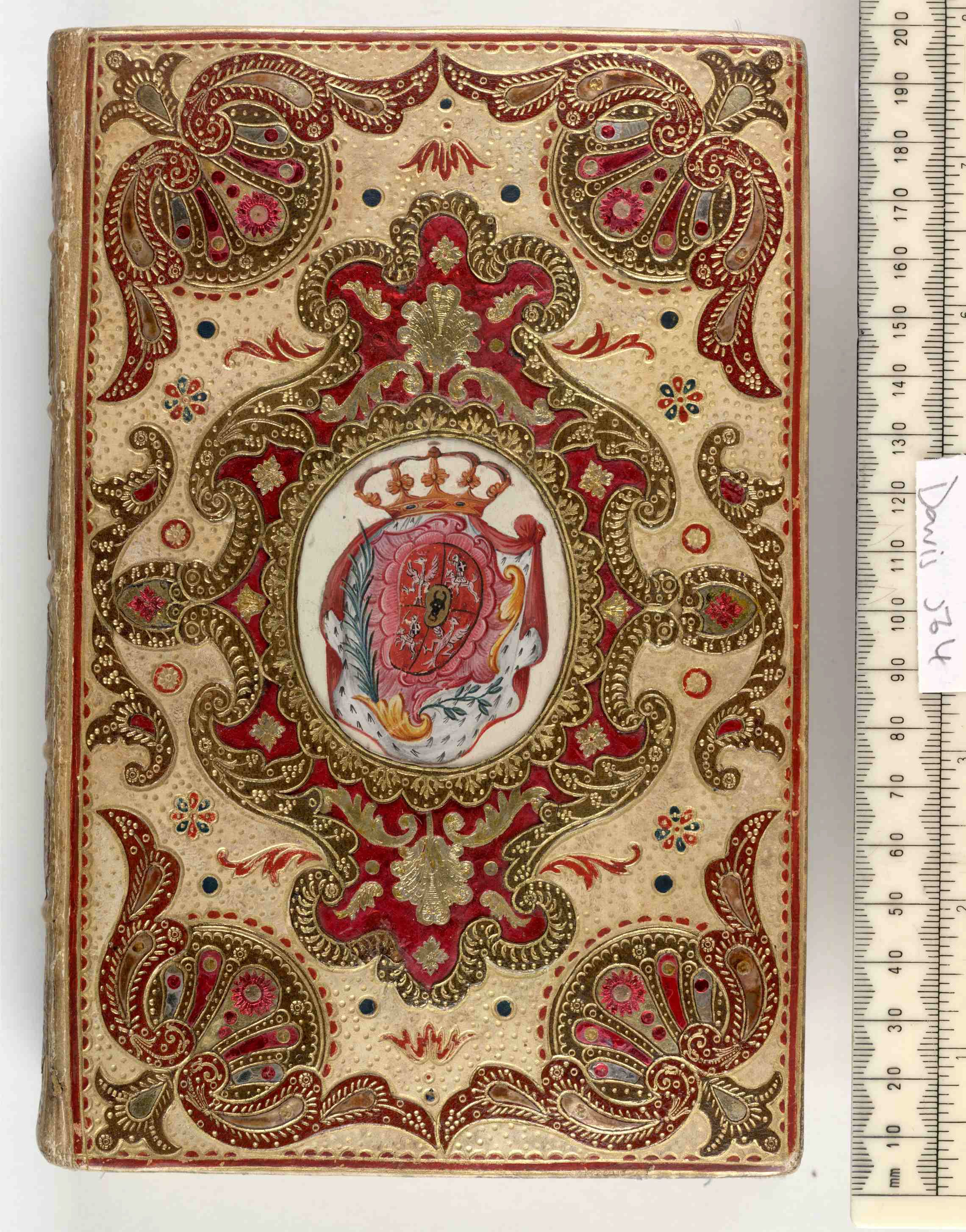
Reliure pour L'office de la Semaine Sainte en latin et en francois a l'usage de Rome et de Paris (après 1758), destinée à Stanislas Leszczynski.
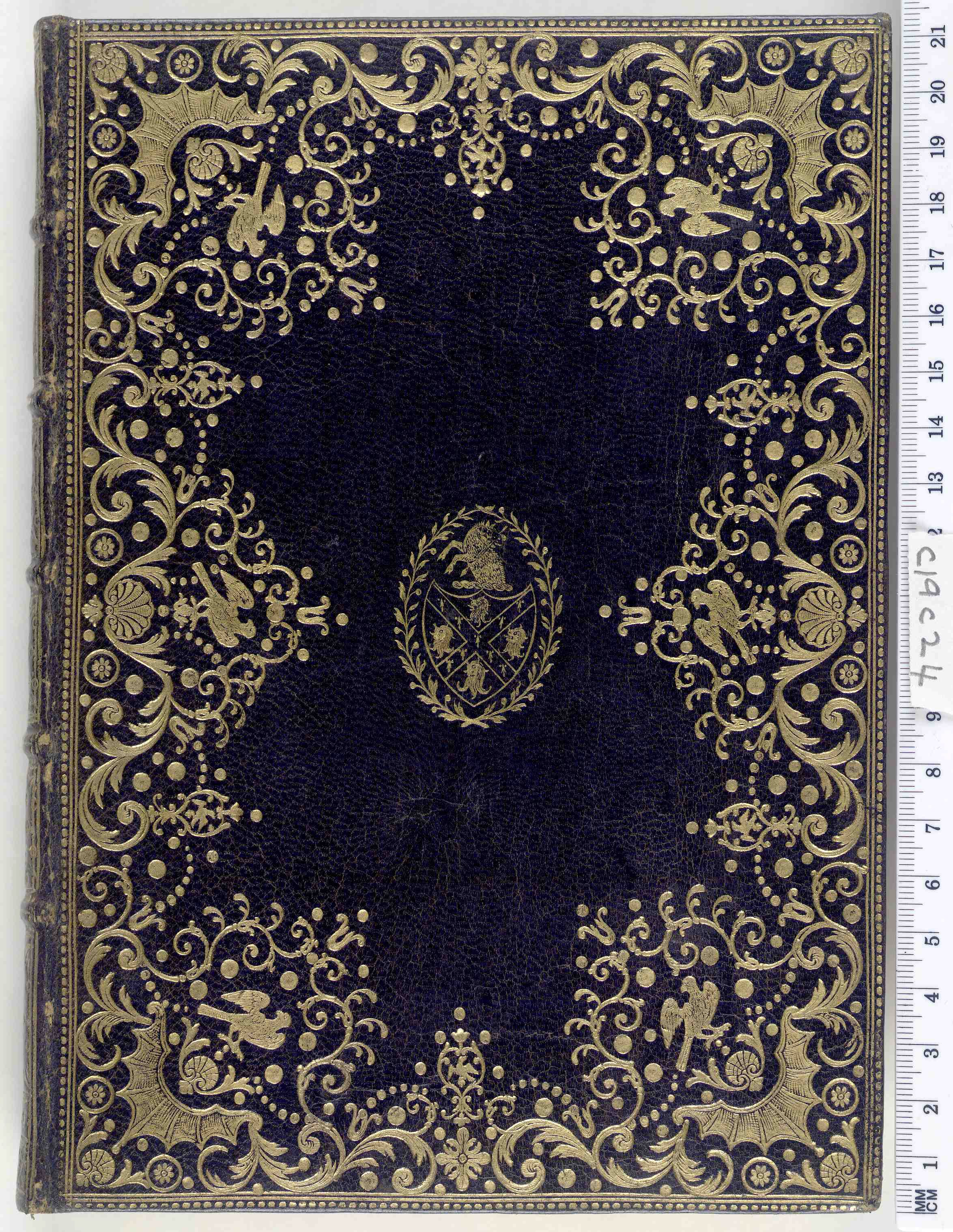
Reliure « à la dentelle » réalisée aux petits fers par Derome, comportant notamment le motif « aile de chauve-souris » aux angles, ainsi que le « fer à oiseau » qui fit sa renommée.